# Filgueira (Lalín)
Santa María de Filgueira es una parroquia gallega del municipio español de Lalín, en la provincia de Pontevedra. Según el INE en el año 2011 tenía 410 habitantes (223 mujeres y 187 hombres) distribuidos en 10 entidades de población, lo que representa una disminución en comparación con 1999, cuando tenía 455 habitantes. La población continúa en descenso según los últimos datos extraídos del INE en el  año 2021, con 365 habitantes entre los cuales 193 son mujeres y 172 son hombres.

## Historia
Fue una donación realizada por el diácono Nuño Convento de San Palo Antealtares (en Santiago).

## Patrimonio
En cuanto a su patrimonio arqueológico, cuenta con un castro, de nombre Pena de Cunca, que conserva restos de la muralla y del foso; quedan también algunas sepulturas dispersas en los montes de Outeiro e Cerqueda.
La iglesia, situada en el lugar de Filgueira, apenas guarda recuerdos de sus viejos tiempos, ya que está desvirtuada por la funcionalidad de los templos rurales ampliados en sus dos últimas centurias. La fachada posee una fuerte línea de cornisa de la que sobresale el campanario de doble arco coronado con pináculos.
En el lugar de Cardexía se encuentra una casona fidalga que tiene un balcón sobre columnas, una poderosa chimenea y los escudos de Taboada, Deza, Salgado y Gil. De planta rectangular es fábrica cantera pequeña, en la fachada principal hay una puerta y ventanas rectangulares y un balcón sobre tres columnas de piedra.
En el lugar del Espiño permanecen aún los restos de una importante fábrica de curtidos que funcionó hasta la entrada del siglo XX. El lugar cuenta también con una capilla que se da culto a la virgen de Fátima.

## Topónimo
El nombre de Filgueira indica lugar donde abundarían los helechos (en gallego felgos)

## Fiestas
Santa María - 14 de agosto

## Lugares
- A Senra
- As Queimadas
- Cardexía
- Cima do Alle (A Cima do Alle)[4]
- Espiño (O Espiño)[4]
- Filgueira
- Fondo do Alle (O Fondo do Alle)[4]
- Hermida (A Ermida)[4]
- O Agriño
- Outeiro
- Porto do Alle (O Porto do Alle)[4]
- Ribas Altas
- Vilar

## Otros datos
- Altitud máxima: 590 metros
- Código postal: 36512
- Distancia a Lalín: 4 kilómetros